# 코시냐
코시냐(포르투갈어: coxinha→작은 북채)는 브라질의 간식이다. 닭고기를 찢어 닭육수에 익반죽한 밀가루 반죽으로 감싼 뒤, 닭다리 북채 모양으로 만들어 튀겨 낸다. 카투피리 치즈를 넣기도 한다.

## 같이 보기
- 고로케
- 크로켓